# Ultimate Human
Ultimate Human (изначально Ultimate Hulk vs. Iron Man) — ограниченная серия американских комиксов издательства Marvel Comics. Действие разворачивается во вселенной Ultimate. История была написана Уорреном Эллисом и проиллюстрирована Кэри Нордом. Серия посвящена отчаявшемуся Брюсу Бэннеру, умоляющему Тони Старка вылечить его от Халка. 

## Сюжет
История начинается с того, что Брюс Бэннер обращается к Тони Старку, чтобы тот помог ему вылечиться от воздействия неудавшейся сыворотки суперсолдата, которая всё ещё находится в его теле. В это время Лидер (Ultimate-версия классического Лидера и Пита Висдома) пытается получить образец крови обоих гениев. Тони Старк и Брюс Бэннер отправляются на объект Старка, где Старк помещает Бэннера в экстремальные условия (имитируя условия на Венере и Марсе), вынуждая его стать Халком и тем самым выяснив, что Халк в состоянии адаптироваться к любым условиям.
Пока Халк неистовствует, Тони удаётся надеть броню Железного человека. Тем не менее, из-за отсутствия оружия Тони приходится сражаться с Халком в ближнем бою. После того, как Тони активирует электрошок через голову Халка, чтобы обезвредить его, Халк возвращается к форме Брюса Бэннера. Ни один костюм Железного человека не выдерживал более одного удара, однако эти доспехи смогли выдержать два. Это количество повреждений вызывает перегрузку костюма, в результате чего Тони взлетает, а затем падает на землю. Он переживает падение из-за своей ускоренной регенерации. Когда Брюс приходит в сбея в больнице, Тони объясняет, как он нейтрализовал Халка, используя наниты, чтобы заблокировать формирующиеся клетки Халка. Позже Брюс объясняет Тони свои истинные намерения в отношении формулы суперсолдата, которая сделала Бэннера Халком. Он чувствовал, что если в 1940-х годах людям удалось превратить болезненного юношу в Капитана Америку, который является не только превосходным бойцом, но и блестящим военным стратегом, то формула 21-го века превратит Брюса Бэннера в величайшего гения на планете. Тони просит Брюса использовать время, когда тот не является Халком, чтобы доработать формулу суперсолдата, и что тот может использовать его лабораторию в любое время. Именно тогда люди Лидера похищают Брюса и Тони. 
В #3 показана история Лидера. В последнем выпуске Тони отключает механизмы, сдерживающие Халка, и провоцирует Бэннера на превращение в монстра, чтобы победить Лидера, несмотря на протесты Брюса относительно того, что в дальнейшем Халк станет невосприимчив к нанитам. Халк впоследствии убегает, и Тони извиняется перед Бэннером за то, что не смог ему помочь.

## Коллекционное издание
| Название                                   | Материал включает   | ISBN               |
| ------------------------------------------ | ------------------- | ------------------ |
| Ultimate Hulk vs. Iron Man: Ultimate Human | Ultimate Human #1—4 | ISBN 0-7851-2917-0 |

## Приём
- Ultimate Human #1 имеет рейтинг 8,5 из 10 от IGN[4].
- Ultimate Human #2 имеет рейтинг 8,7 из 10 от IGN[5].
- Ultimate Human #3 имеет рейтинг 9,2 из 10 от IGN[6].
- Ultimate Human #4 имеет рейтинг 8,4 из 10 от IGN[7].